# 巴杰朗·普尼亚
巴杰朗·普尼亚（Bajrang Punia，1994年2月26日—），印度男子摔跤运动员，2014年亚洲运动会男子自由式61公斤级银牌得主、2018年亚洲运动会男子自由式65公斤级金牌得主、2020年夏季奥运会男子自由式65公斤级铜牌得主。